# Mathias Färm
Mathias Färm (ur. 9 września 1974 w Örebro) – gitarzysta szwedzkiego zespołu skate-punkowego Millencolin, wykonującego muzykę w języku angielskim.
W 1987 roku zaczął uprawiać skateboarding i z powodu filmów z udziałem skaterów zainteresował się muzyką punk rockową. Na początku 1992 roku Mathias Färm i Nikola Sarcevic byli członkami Seigmenn, punkrockowego zespołu śpiewającego po szwedzku. Zespół Millencolin założył wraz z Erikiem Ohlssonem i Nikola Sarcevicem w październiku 1992 roku. Färm prowadzi również studio Soundlab Studios.
Początkowo był perkusistą w zespole, lecz gdy w 1993 do grupy dołączył Fredrik Larzon, Mathias zaczął grać na gitarze. Aktualnie Mathias mieszka w Southcentral w Örebro w Szwecji. Jest również zadeklarowanym wegetarianinem.